# زمزمه با باد
زمزمه با باد فیلمی به کارگردانی شهرام علیدی است. در بحبوحه جنگ و خشونت صدام علیه مردم عراق، همه در انتظار تولد یک کودک هستند، مام بالدار یک پستچی است که سال هاست میان روستاهای کوهستانی کردستان عراق سفر می‌کند و پیغام‌های مردم را ضبط کرده و تحویل می‌دهد…

## جایزه‌ها
فیلم «زمزمه با باد» برنده ۳ جایزه از بخش هفته منتقدین شصت و دومین جشنواره فیلم کن در سال ۲۰۰۹ است. همچنین موفق به دریافت جوایزی از سوی جشنواره‌های جهانی نظیر جشنواره فیلم‌های تاریخی «پساک» فرانسه، جشنواره بین‌المللی فیلم آمال اسپانیا، جشنواره فیلم «ترومسو» نروژ، جشنواره بین‌المللی فیلم «آمازون» برزیل و جشنواره فیلم «بمبئی» هند و جشنواره بین‌المللی فیلم براتیسلاوا نیز شده است. این فیلم اخیراً نامزد جایزه «اینگمار برگمن» از شورای فیلم «نوردیک» نیز شده است.

## سایر عوامل
- برنامه‌ریز، مدیرتولید و مجری طرح: ساسان سالور
- صدا: اصغر آبگون
- تدوین و ترکیب صدا: محمدرضا دلپاک
- عکس: جواد جلالی
- گریم: رسول سیدعربی